# Tyngsborough
Tyngsborough és una població dels Estats Units a l'estat de Massachusetts. Segons el cens del 2007 tenia 11.860 habitants.

## Demografia
Segons el cens del 2000, Tyngsborough tenia 11.081 habitants, 3.731 habitatges, i 2.947 famílies. La densitat de població era de 253,8 habitants/km².
Dels 3.731 habitatges en un 44,6% hi vivien nens de menys de 18 anys, en un 67,5% hi vivien parelles casades, en un 8,5% dones solteres, i en un 21% no eren unitats familiars. En el 16,1% dels habitatges hi vivien persones soles el 4,9% de les quals corresponia a persones de 65 anys o més que vivien soles. El nombre mitjà de persones vivint en cada habitatge era de 2,97 i el nombre mitjà de persones que vivien en cada família era de 3,37.
Per edats la població es repartia de la següent manera: un 30,3% tenia menys de 18 anys, un 5,7% entre 18 i 24, un 35,7% entre 25 i 44, un 21,6% de 45 a 60 i un 6,6% 65 anys o més.
L'edat mediana era de 35 anys. Per cada 100 dones de 18 o més anys hi havia 94,5 homes.
La renda mediana per habitatge era de 69.818 $ i la renda mediana per família de 78.680$. Els homes tenien una renda mediana de 46.942 $ mentre que les dones 33.396$. La renda per capita de la població era de 27.249$. Entorn del 4% de les famílies i el 4,7% de la població estaven per davall del llindar de pobresa.